# Dreams (Band)
Dreams war eine US-amerikanische Jazzrock-Band. Sie gehörte zu den Bands in der Anfangszeit des Jazzrocks am Ende der 1960er und in den frühen 1970er Jahren; sie nahm zwei Alben für Columbia Records auf.

## Bandgeschichte
Die Formation Dreams wurde von Jeff Kent und Doug Lubahn gegründet, die alle Songs komponierten und arrangierten. Obwohl zunächst als Trio gegründet, zeichnete sich die Band zunehmend durch ihren prägnanten Bläsersatz aus.
Dreams wählten als Produzenten, Komponisten und Toningenieur für ihr erstes Album Fred Weinberg, der bereits Alben für die Salsamusiker Eddie Palmieri, Tito Puente, La Lupe, Mongo Santamaría und Celia Cruz produziert hatte. Phil Ramone unterstützte Weinberg beim Aufnehmen und Abmischen der Dreams-LP in den CBS-Studios in New York. Das Album wurde ganzseitig beworben und im Billboard wohlwollend besprochen.
Dreams’ zweites und letztes Album Imagine My Surprise wurde in Memphis von Steve Cropper produziert. Um den Zuhörern „zu helfen, die Gruppe besser zu verstehen“, unterlegte Cropper der Band in seiner Produktion „funkigere, mehr kommerzielle Rhythmen“, während er gleichzeitig versuchte, „den Jazz im Vordergrund zu halten“.
Einer der wichtigsten Unterschiede zwischen Dreams und den meisten anderen bläserbetonten Bands war die Betonung der Spontanität. Der Bläsersatz „entwickelt beim Jammen spontane Arrangements, die immer breiten Raum für Interpretationen von Abend zu Abend lassen.“ Obwohl Dreams nicht den kommerziellen Erfolg anderer Fusion-Bands wie Chicago oder Blood, Sweat & Tears hatte, war die Gruppe doch das Sprungbrett für etliche später prominente Fusion-Musiker.
Dreams war mit dem musikalischen Thema für den The Dealers-Sketch am Soundtrack des Films The Groove Tube (1974, mit Richard Belzer und Chevy Chase) beteiligt.

## Musiker
- Randy Brecker – Trompete, Flügelhorn
- Michael Brecker – Saxophon, Querflöte
- Billy Cobham – Schlagzeug
- Jeff Kent – Keyboard, Gitarre, Gesang
- Doug Lubahn – E-Bass, Gesang (leitete Clear Light und spielte Bass für The Doors)
- Barry Rogers – Posaune, Wagnertuba (spielte später für James Taylor, Aretha Franklin und Spyro Gyra)
- Edward Vernon – Gesang
- John Abercrombie – Gitarre
- Angel Allende – Perkussion (spielte später für Harry Belafonte, Lonnie Liston Smith und Bette Midler)
- Bob Mann – Gitarre, Flügelhorn, Gesang (später bei Mountain; Sessionmusiker für Gloria Gaynor, Bonnie Raitt und James Taylor)
- Will Lee – E-Bass (später im CBS Orchestra unter der Leitung von Paul Shaffer, der Hausband der David-Letterman-Show, nahm aber u. a. auch mit Barbra Streisand, Gloria Estefan, George Benson, Bob Mintzer, Steely Dan, Donald Fagen, B.B. King, Cat Stevens, Michael Bolton, Ringo Starr, Gloria Estefan & the Miami Sound Machine, Cyndi Lauper, James Brown, Cher, Al Green, Billy Joel, Liza Minnelli, Frank Sinatra auf)
- Don Grolnick – Keyboard
- Alan Schwartzberg – Schlagzeug (später bei Mountain und Roxy Music)
- Steve Gadd – Schlagzeug (später u. a. bei Paul Simon)

## Diskografie
- Dreams (1970)
- Imagine My Surprise (1971)